# Hacılı (Şamaxı)
Hacılı è un comune dell'Azerbaigian situato nel distretto di Şamaxı. Conta una popolazione di 337 abitanti.